# Исландия на летних Олимпийских играх 1964
Исландия принимала участие в Летних Олимпийских играх 1964 года в Токио (Япония), но не завоевала ни одной медали. 4 спортсмена (одна женщина и трое мужчин) принимали участие в соревнованиях по плаванию и лёгкой атлетике

## Лёгкая атлетика
Прыжки в высоту
- Джон Олаффсон (пол. Jón Ólafsson) — 2, 00 м (25, квалификация, не прошёл)[3][4].

Десятиборье
- Валбьёрн Торлакссон (англ. Valbjörn Þorláksson) — 7135 очков (12 место)[5].

## Плавание
100 метров свободным стилем, мужчины
- Гудмундур Гисласон англ. Gudmunður Gíslason — 59,0 сек. (8-й в заплыве)[6].

400 метров комплексным плаванием, мужчины
- Гудмундур Гисласон англ. Gudmunður Gíslason — 5:15,5 (5-й в заплыве)[7].

100 метров свободным стилем, женщины
- Храфнхильдур Гудмундсдоттир (англ. Hrafnhildur Guðmundsdóttir) — 1'06"4 (7-я в заплыве) [8].